# Lahnstein
Lahnstein – miasto w zachodnich Niemczech, w kraju związkowym Nadrenia-Palatynat, w powiecie Rhein-Lahn-Kreis. Znajduje się u ujścia rzeki Lahn, która wpada do Renu, pięć kilometrów na południe od Koblencji. Dzielnice położone są w dolinie Renu i na wysokościach podnóża Westerwaldu i Taunus. Lahnstein to uzdrowisko z centrum spa. W dniu 7 czerwca 1969 miasto zostało utworzone z wcześniej niezależnych miast Niederlahnstein i Oberlahnstein. Jest siedzibą sądu rejonowego Lahnstein. Od 2002 niektóre części miasta są wpisane na Listę Światowego Dziedzictwa UNESCO Dolina Górnego Środkowego Renu.

## Zabytki
- Burg Lahneck (I połowa XIII w.)[1]
- Schloss Martinsburg (I połowa XIII w.)[1]
- Mury miejskie - Hexenturm (1324)[1]
- Stary Ratusz (XV w.)[1]
- Johanniskirche (XII w.)[2]
- Wirtshaus an der Lahn (trzykondygnacyjny budynek o konstrukcji szachulcowej z 1697 z wieżą celną z 1348)[1]

## Współpraca
Miejscowości partnerskie:
- Hermsdorf, Turyngia
- Kettering, Anglia
- Ouahigouya, Burkina Faso
- Vence, Francja

## Galeria

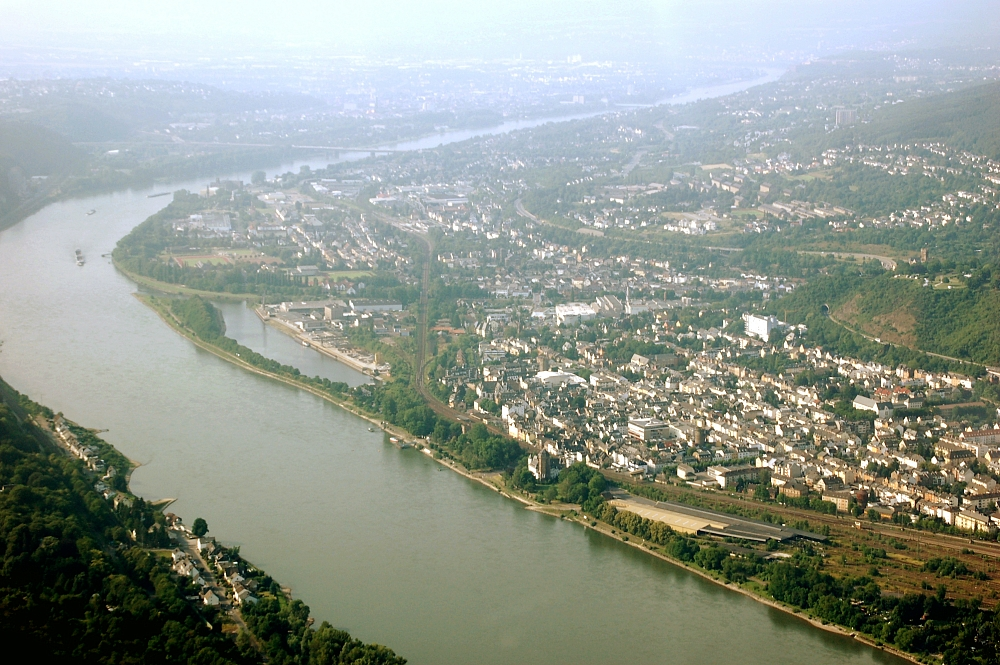
Zdjęcie lotnicze (2006)
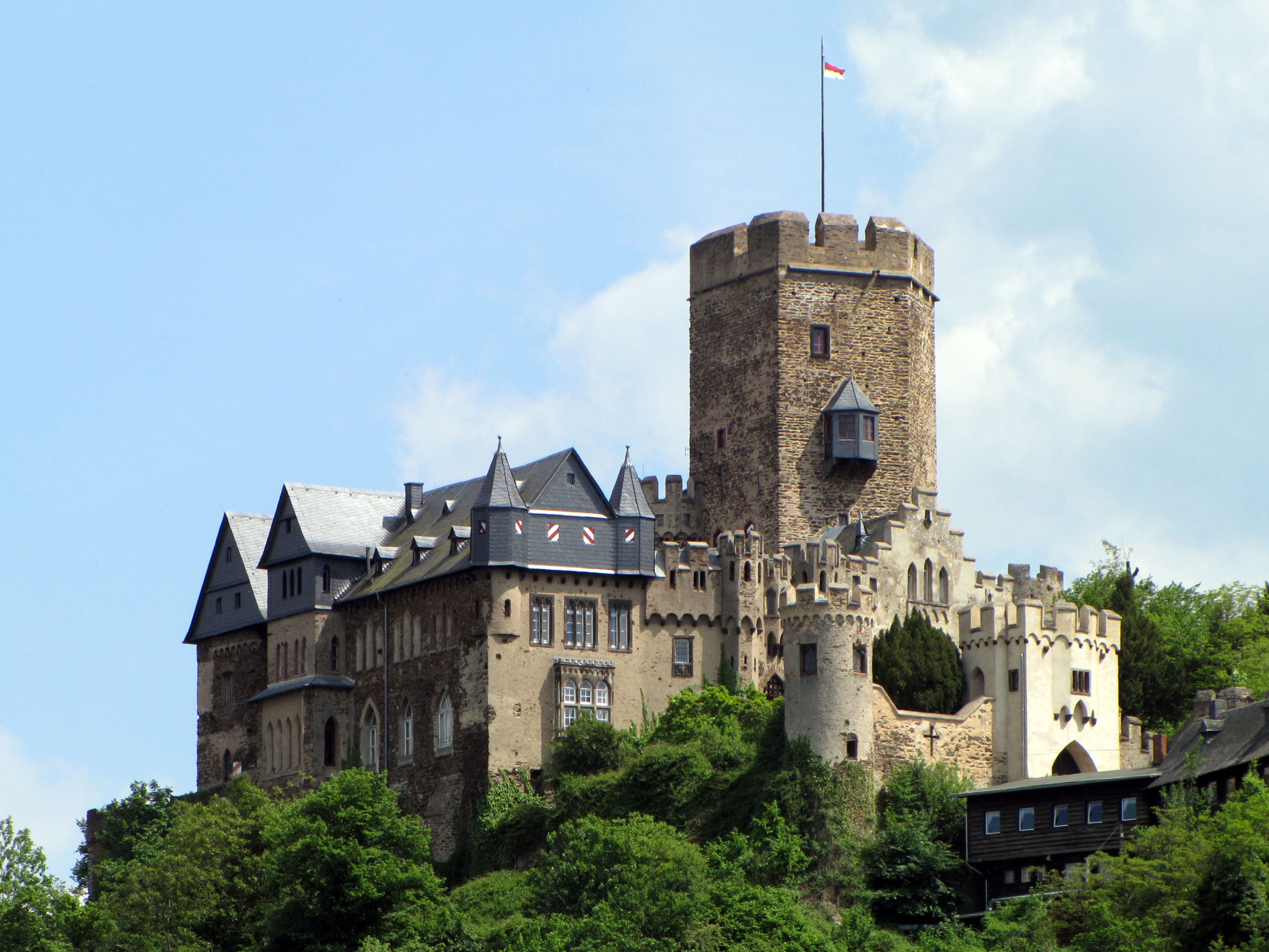
Zamek Lahneck
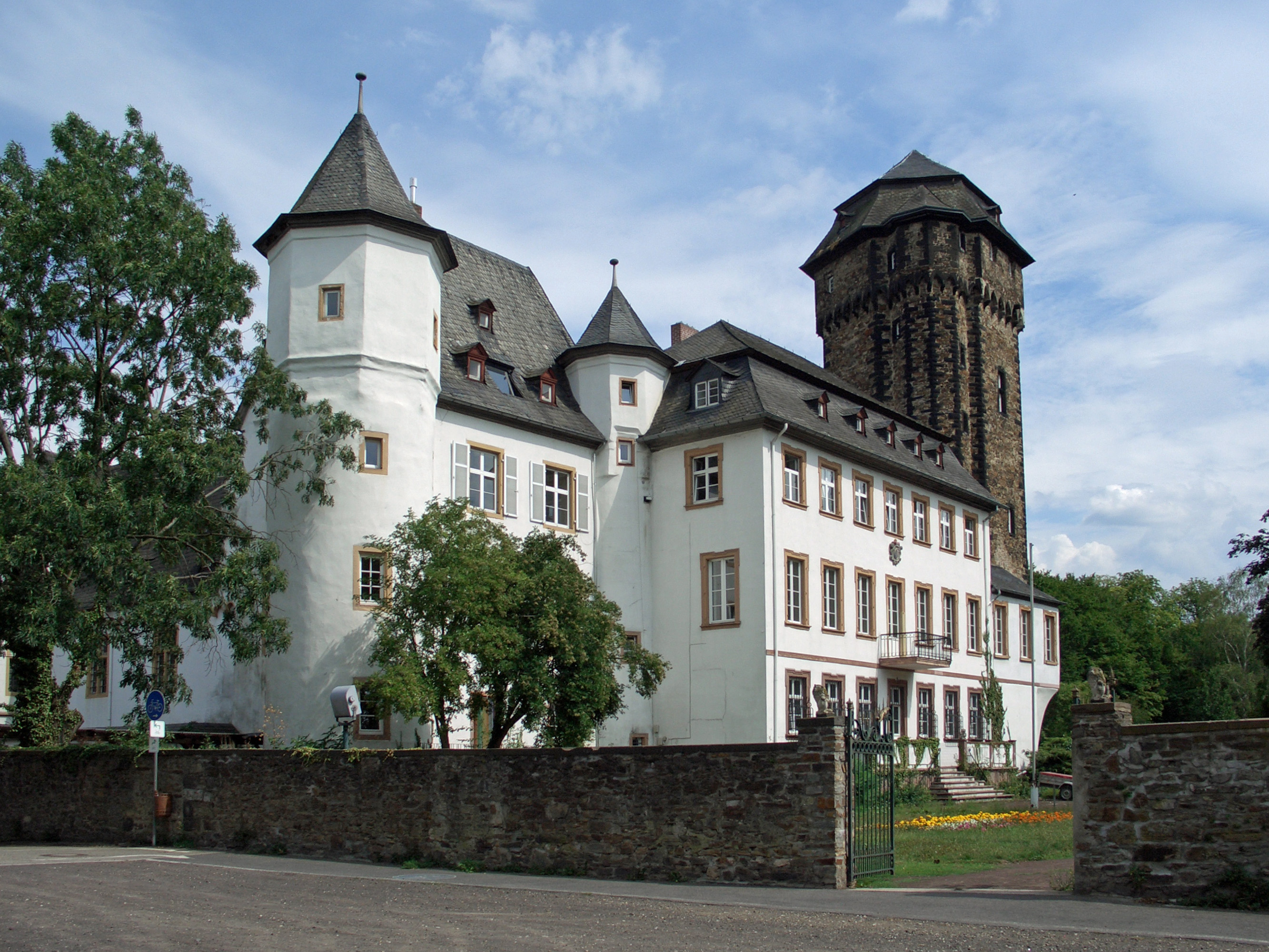
Pałac Martinsburg
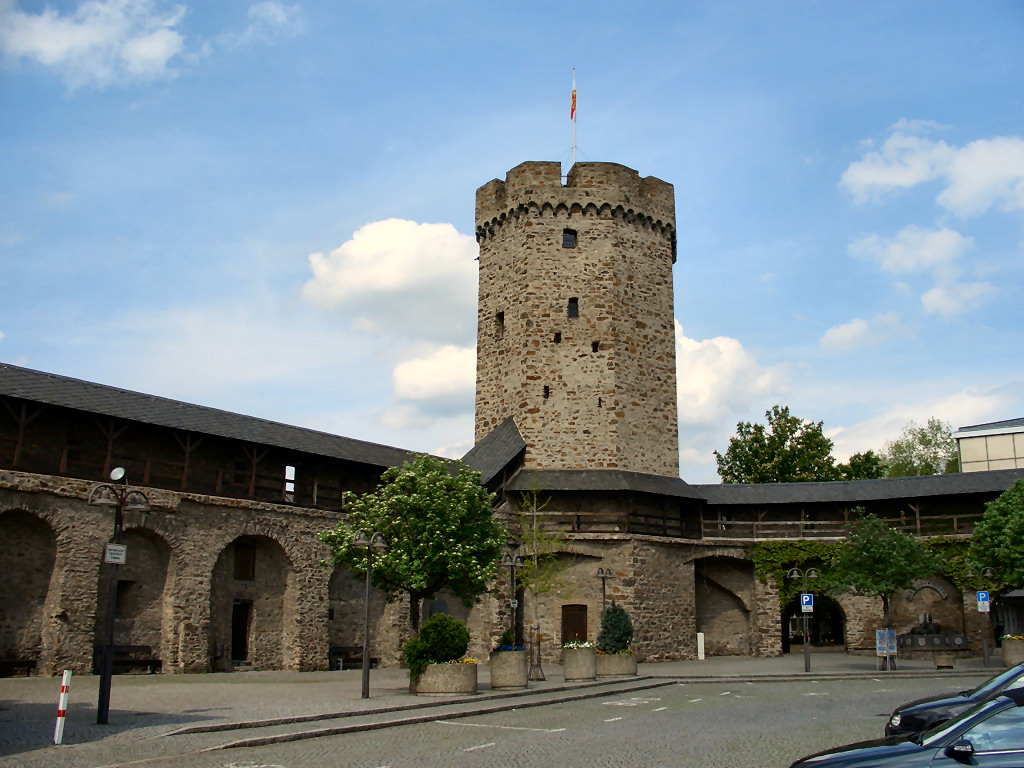
Mury obronne z wieżą Hexenturm
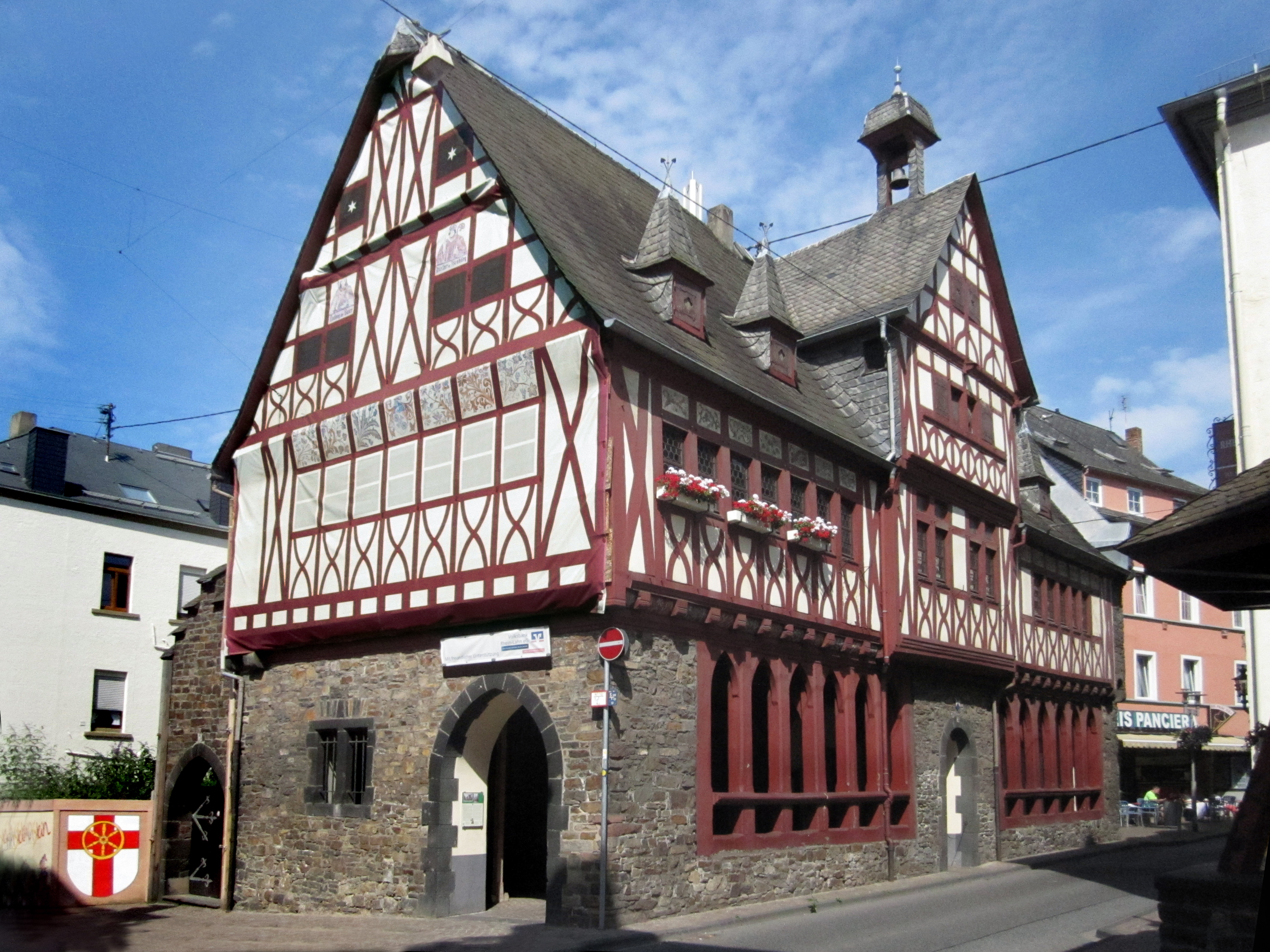
Stary ratusz
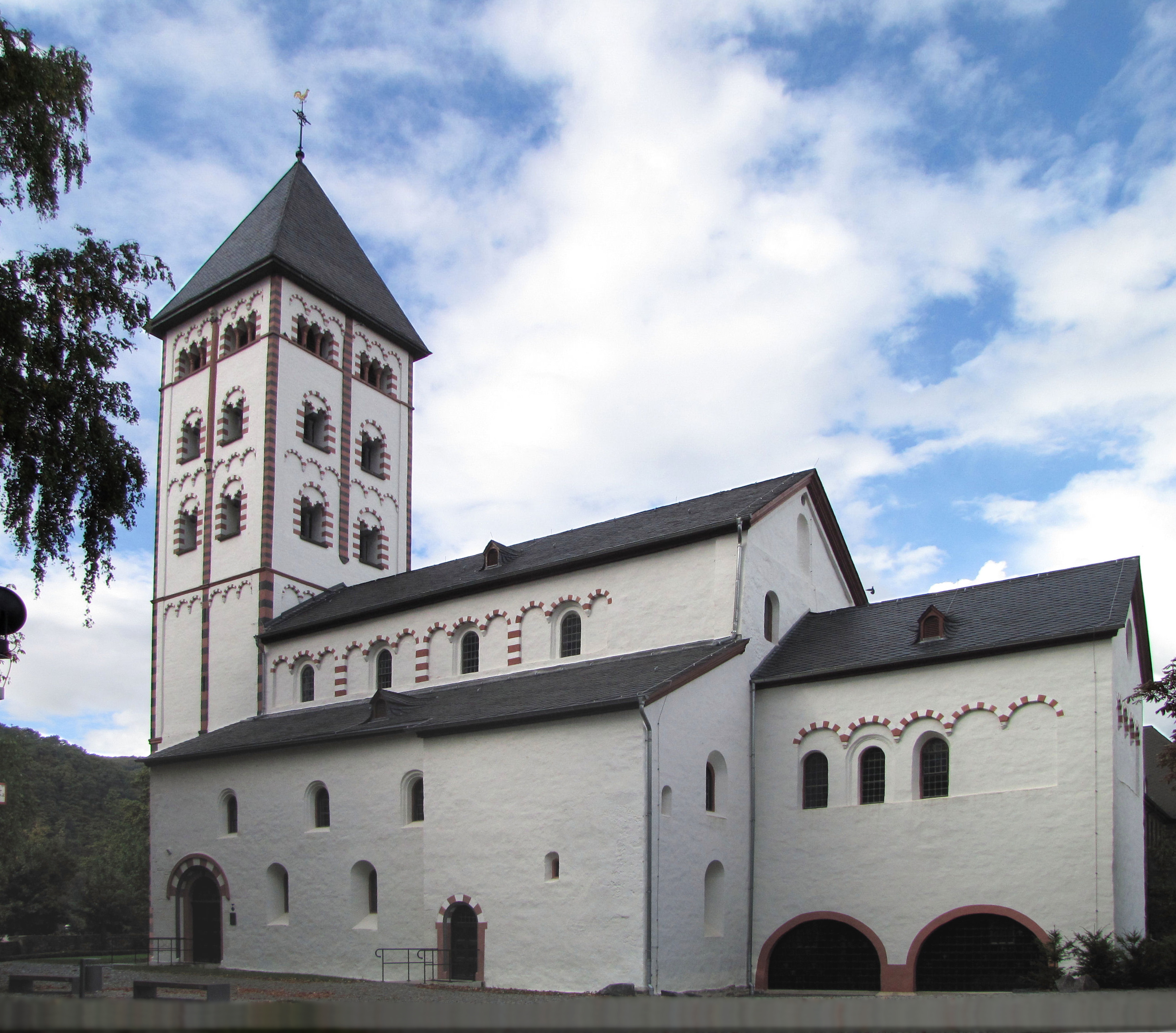
Kościół Johanniskirche
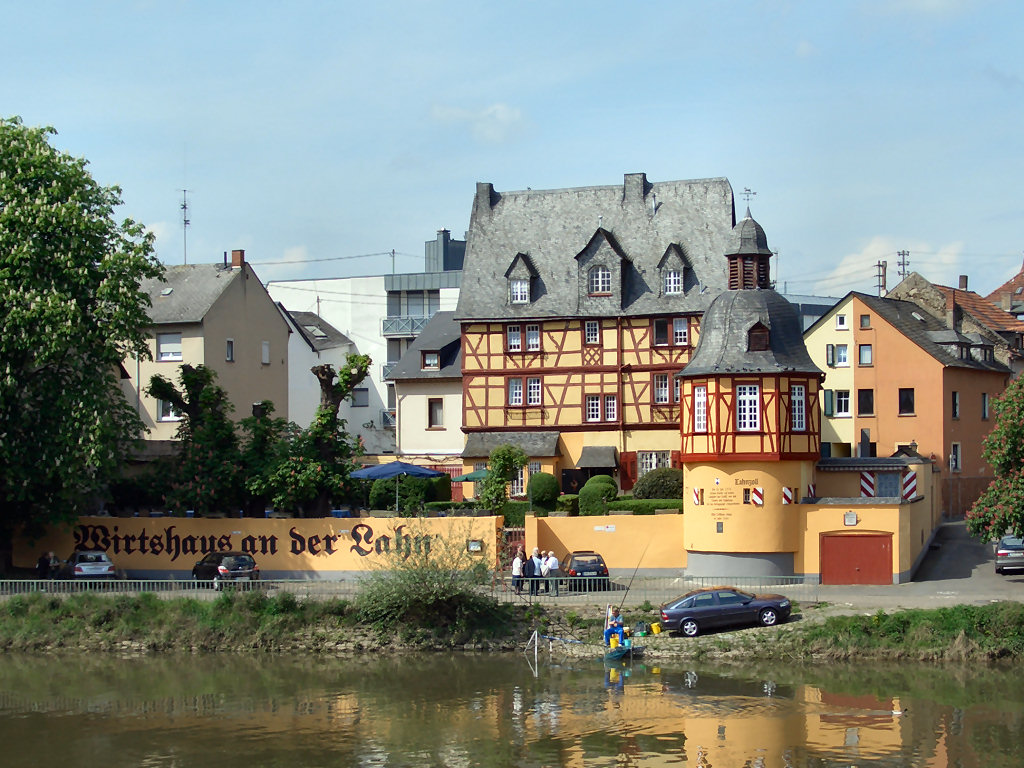
Budynek tawerny nad Lahn
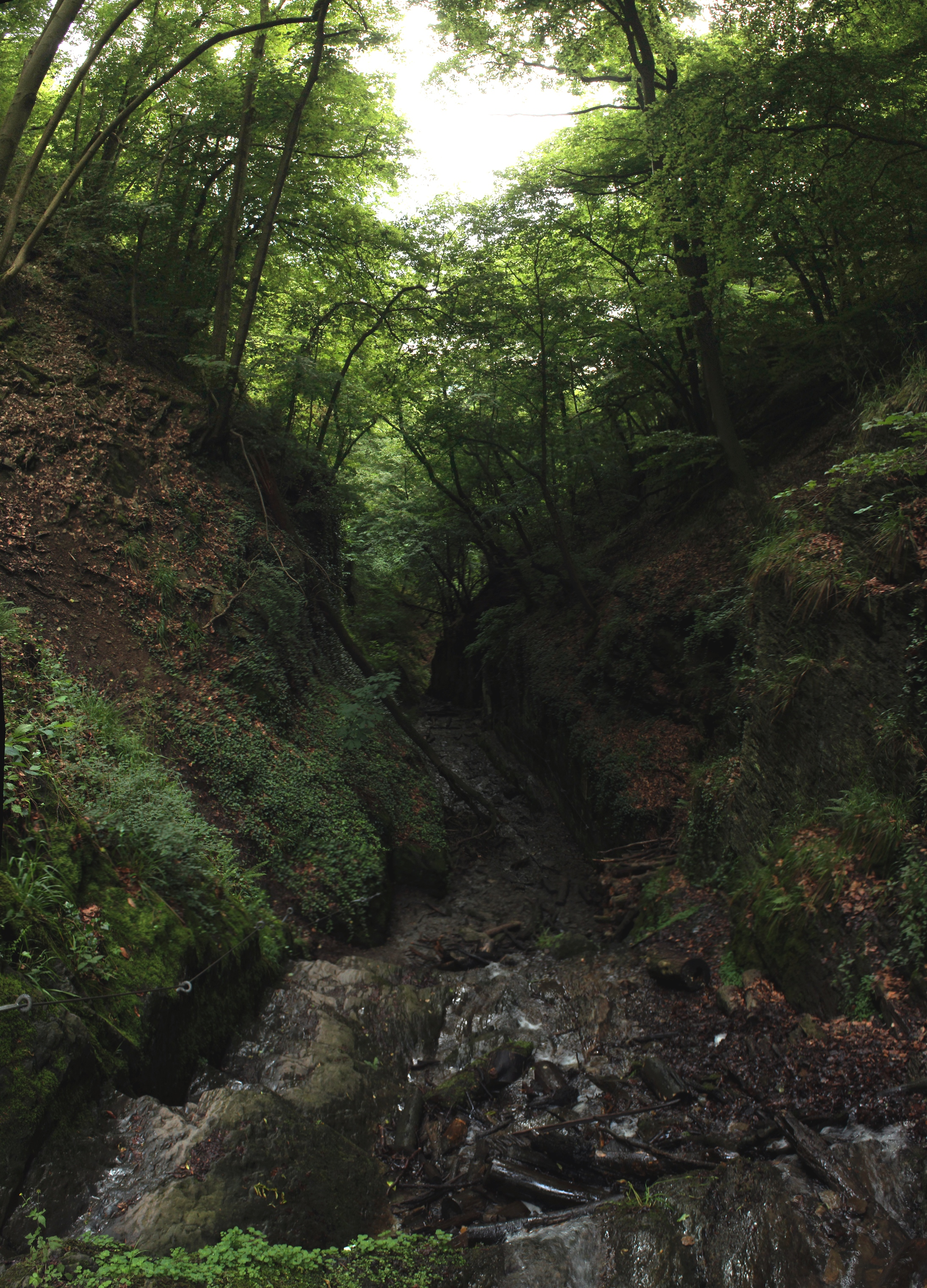
Wąwóz Rupperta
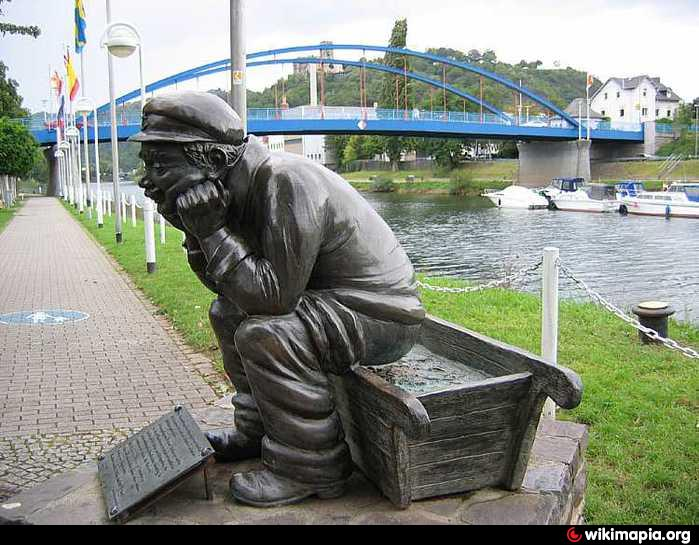
Rzeźba upamiętniającą załatwianie się do specjalnych skrzyń w celu utrzymania czystości wód gruntowych w mieście
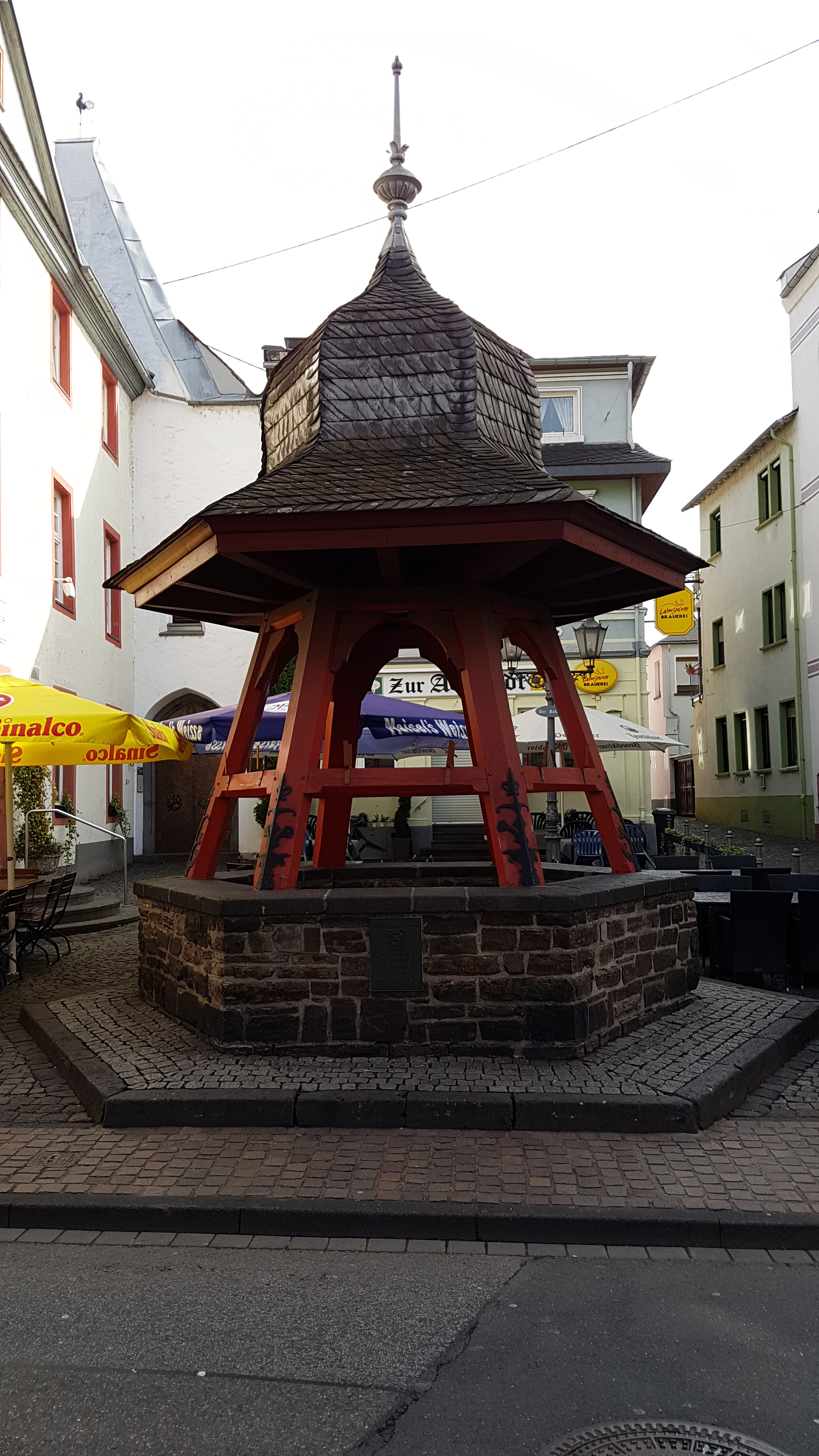
Fontanna przy Hochstrasse 47